# Colchidoniscus kutaissianus
Colchidoniscus kutaissianus är en kräftdjursart som beskrevs av Borutzkii 1974. Colchidoniscus kutaissianus ingår i släktet Colchidoniscus och familjen Trichoniscidae. Inga underarter finns listade i Catalogue of Life.